# Bifobie

Vlajka bisexuální hrdosti.

Bifobie je averze vůči bisexualitě a bisexuálním lidem jako jednotlivcům. Může mít podobu popírání toho, že bisexualita je skutečná sexuální orientace, nebo negativních stereotypů o bisexuálních lidech, například přesvědčení, že jsou promiskuitní nebo nečestní.
Bifobie je běžná v heterosexuální komunitě, ale často se projevuje i u gayů a leseb, obvykle v souvislosti s představou, že bisexuálové jsou schopni uniknout útlaku ze strany heterosexuálů tím, že se přizpůsobí společenským očekáváním sexu a romantických vztahů s opačným pohlavím. To způsobuje, že někteří, kteří se identifikují jako bisexuální, jsou vnímáni jako "nedostatečně ani jedni, ani druzí" nebo jako "neupřímní".

## Mazání bisexuality
Mazání bisexuality, též neviditelnost bisexuality, je tendence k znevažování či ignorování bisexuality a jejímu vymazání z mainstreamové kultury. To může vést až ke zpochybňování či dokonce úplnému odmítnutí existence bisexuality. Projevuje se například označením této orientace jako pouhé „fáze“, automatický předpoklad že osoba je heterosexuální či homosexuální na základě jejího aktuálního vztahu, požadavky na partnera aby se identifikoval na základě aktuálního vztahu, a opomíjení bisexuálů v rámci obhajoby LGBT práv. Mezi důvody existence mazání bisexuality může být tendence k černobílému vidění světa, kterou Lauren B. Beach nazývá „posedlosti západní společnosti binaritou.”
Mazání bisexuality může vliv na fyzické i duševní zdraví. Podle průzkumu publikovaného v roce 2017 v The Journal of Sex Research vykazují bisexuálové vyšší míru depresí a úzkosti než heterosexuálové a homosexuálové. Podle Human Rights Campaign průzkumy také ukázaly že bisexuálové mají menší tendenci, než heterosexuálové a homosexuálové, svojí orientaci sdílet s poskytovateli sdílet se svým poskytovatelem zdravotní péče. Upozorňuje se také na fakt že zatímco coming out homosexuálů může být chápán jako jednorázová záležitost a vyplývat jasně z jejich vztahů, coming out bisexuálů bývá komplikovanější s ohledem na to že jejich vztahy jsou automaticky považováni za heterosexuální či homosexuální.